# Krzyż Milenijny w Skopju

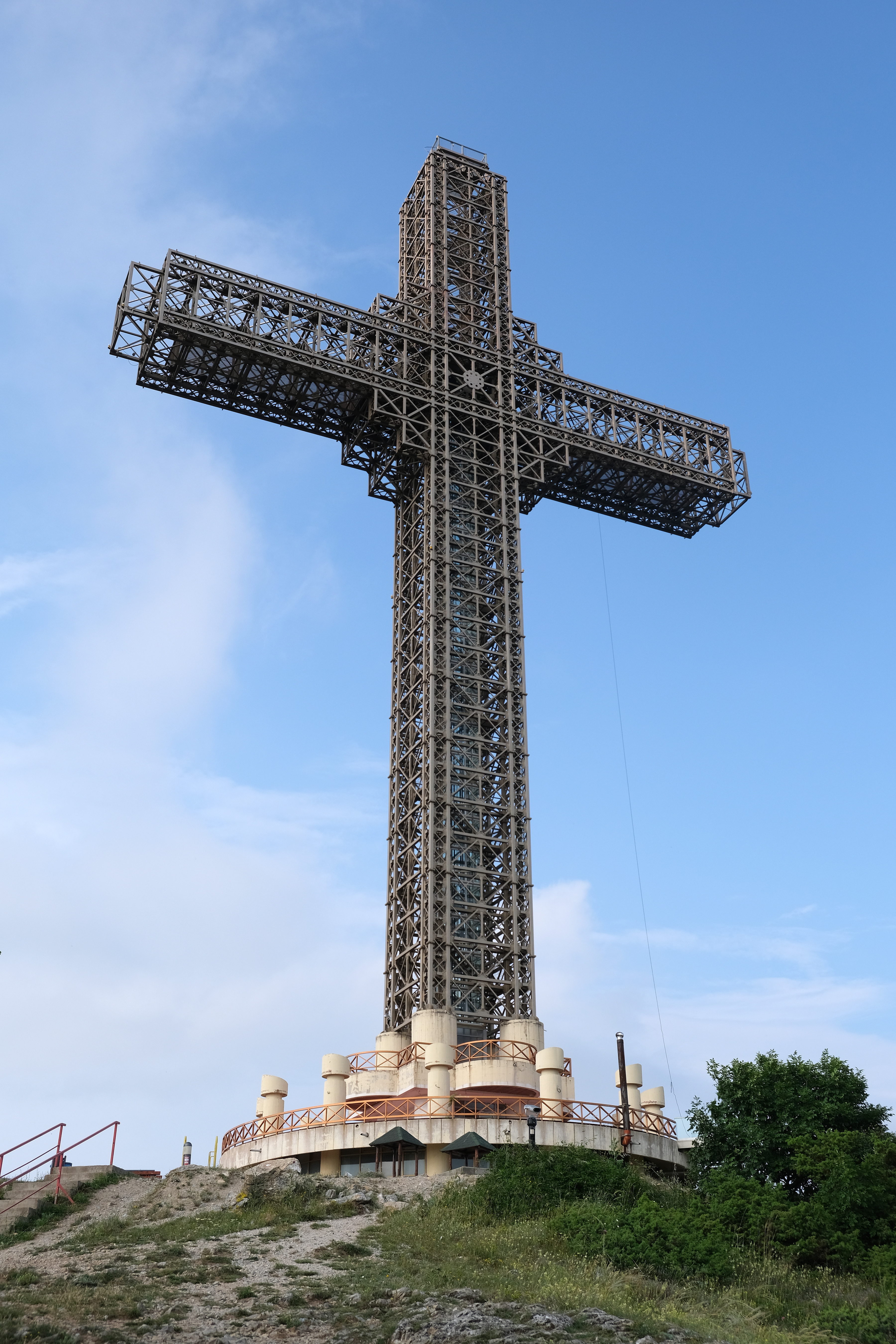
Krzyż Milenijny

Krzyż Milenijny w Skopju (mac: Милениумски крст, Mileniumski krst) – krzyż o wysokości 66 metrów usytuowany na szczycie góry Wodno w Macedonii Północnej, 15 km od centrum stolicy kraju, Skopju. Został zbudowany jako pomnik upamiętniający okres 2000 lat chrześcijaństwa w Macedonii i działalność ewangelizacyjną św. Pawła z Tarsu w tym regionie. Pomnik stał się symbolem miasta Skopje, jest także punktem orientacyjnym i widokowym na panoramę stolicy. 

## Struktura
Do budowy pomnika użyto siatki, podobnie jak we francuskiej wieży Eiffla. Ma kształt chrześcijańskiego krzyża bez dodatkowych elementów. Zbudowany jest na dwunastokolumnowej platformie symbolizującej dwunastu apostołów. Wewnątrz krzyża znajduje się winda. Po wjechaniu nią na najwyższy jego poziom, można podziwiać widok na Skopje. Krzyż usytuowany jest na szczycie góry Wodno. Pomnik jest widoczny z prawie wszystkich obszarów stolicy. Nocą krzyż oświetla iluminacja. 

## Historia

### Planowanie i budowa Krzyża Milenijnego

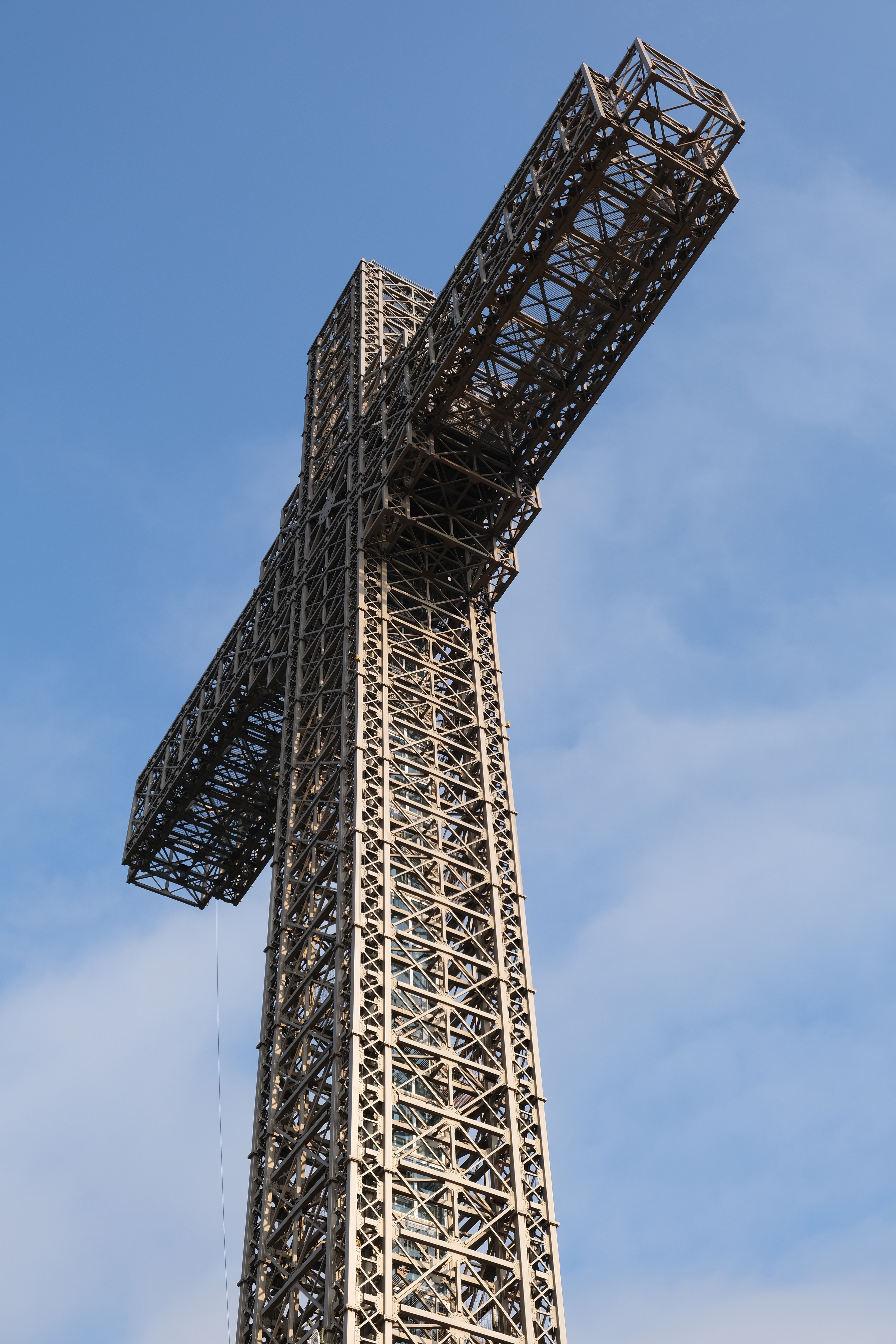
Widok na Krzyż Milenijny

Po rozpadzie Jugosławii i uzyskaniu niepodległości przez Macedonię różne grupy etniczne i religijne w tym kraju starały się pozostawić piętno na krajobrazie Skopje, szczególnie po konflikcie międzyetnicznym w Tetowie z 2001 roku. W miarę zbliżania się wyborów premier Lubczo Georgiewski i jego partia WMRO-DPMNE podnieśli pomysł budowy Krzyża Milenijnego, starając się uzyskać jak największe poparcie społeczne dla tej inicjatywy. Macedoński Kościół Prawosławny poparł tę propozycję i zainicjował projekt. Budowa krzyża w 2002 roku była przedsięwzięciem wywodzącym się z proortodoksyjnej polityki Macedońskiego Kościoła Prawosławnego, wspieranej przez premiera Georgiewskiego. Projekt Krzyża Milenijnego został nazwany przez urzędników państwowych symbolem chrześcijaństwa. Na lokalizację pomnika wybrano część wzgórza na górze Wodno, w obszarze Skopje zamieszkanym głównie przez etnicznych Macedończyków, pół mili od bazy wojskowej. W sierpniu 2002 roku odbyła się ceremonia poświęcenia Krzyża Milenijnego, w której wzięło udział 70 000 osób. Budowa pomnika została zakończona w 2009 roku. 

Budowa Krzyża Milenijnego została sfinansowana przez Macedoński Kościół Prawosławny, macedoński rząd i darowizny od Macedończyków z całego świata. Krzyż został zbudowany na szczycie góry Wodno w miejscu znanym od czasów Imperium Osmańskiego jako „Krstovar” („Miejsce krzyża”), ponieważ znajdował się tam mniejszy krzyż. 8 września 2008 roku, w Dzień Niepodległości Republiki Macedonii, wewnątrz krzyża zainstalowano windę. W 2009 roku obok krzyża otwarto restaurację i sklep z pamiątkami. W 2011 roku została otwarta kolejka linowa dowożąca turystów do krzyża, zbudowana przez austriacką firmę Doppelmayr. 

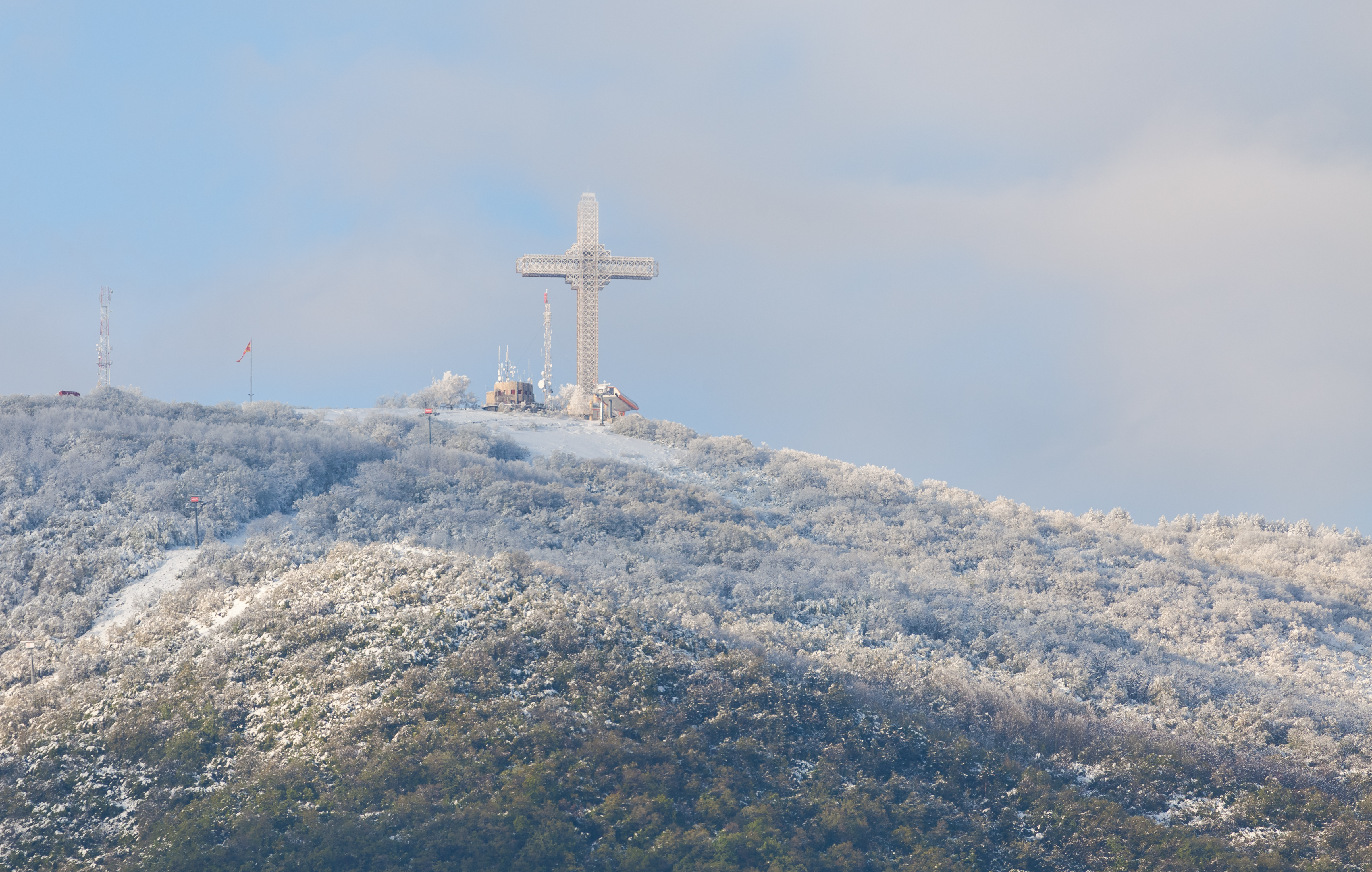
Widok Krzyża Millenijnego z centrum Skopje
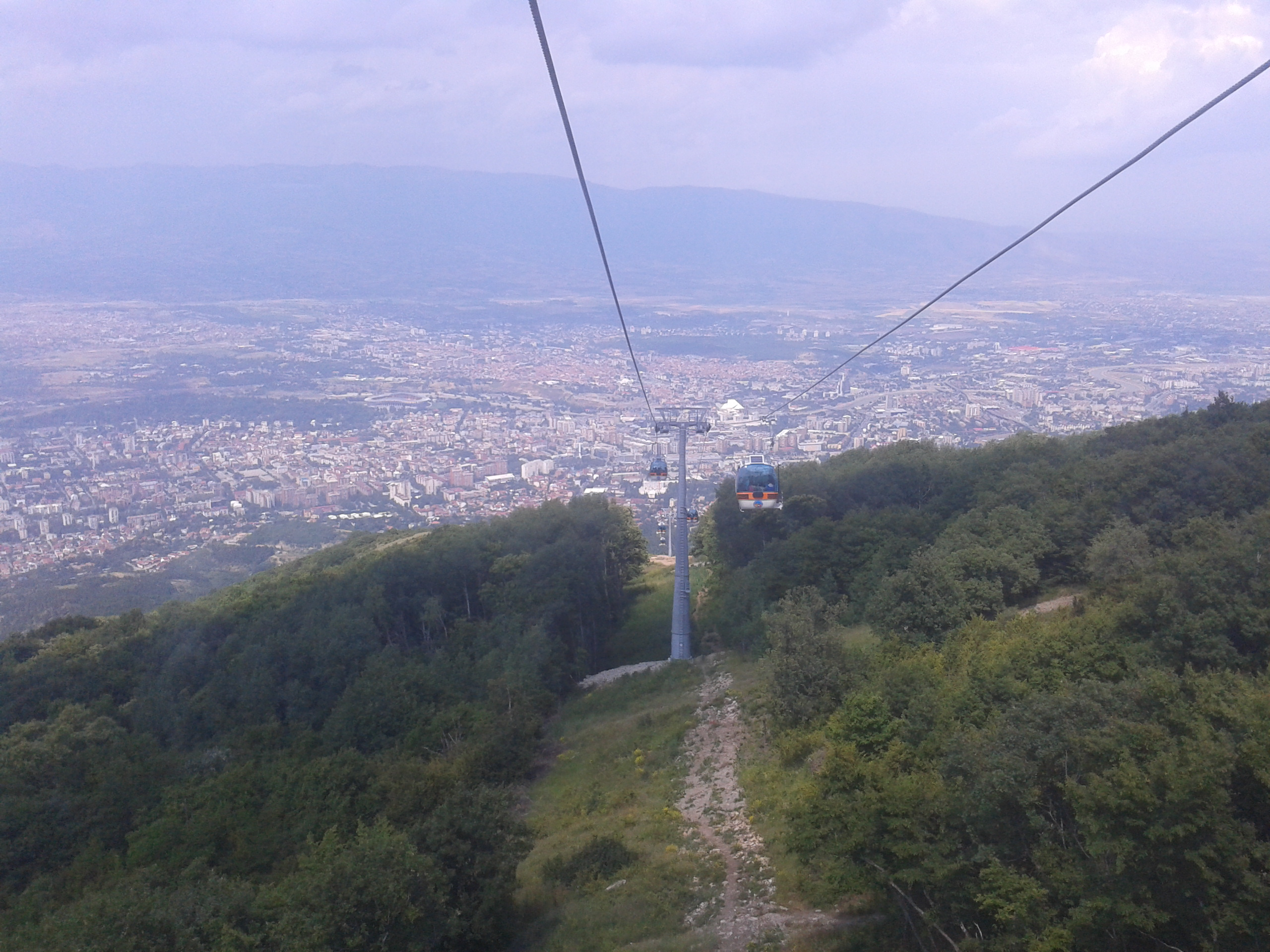
Kolejka linowa
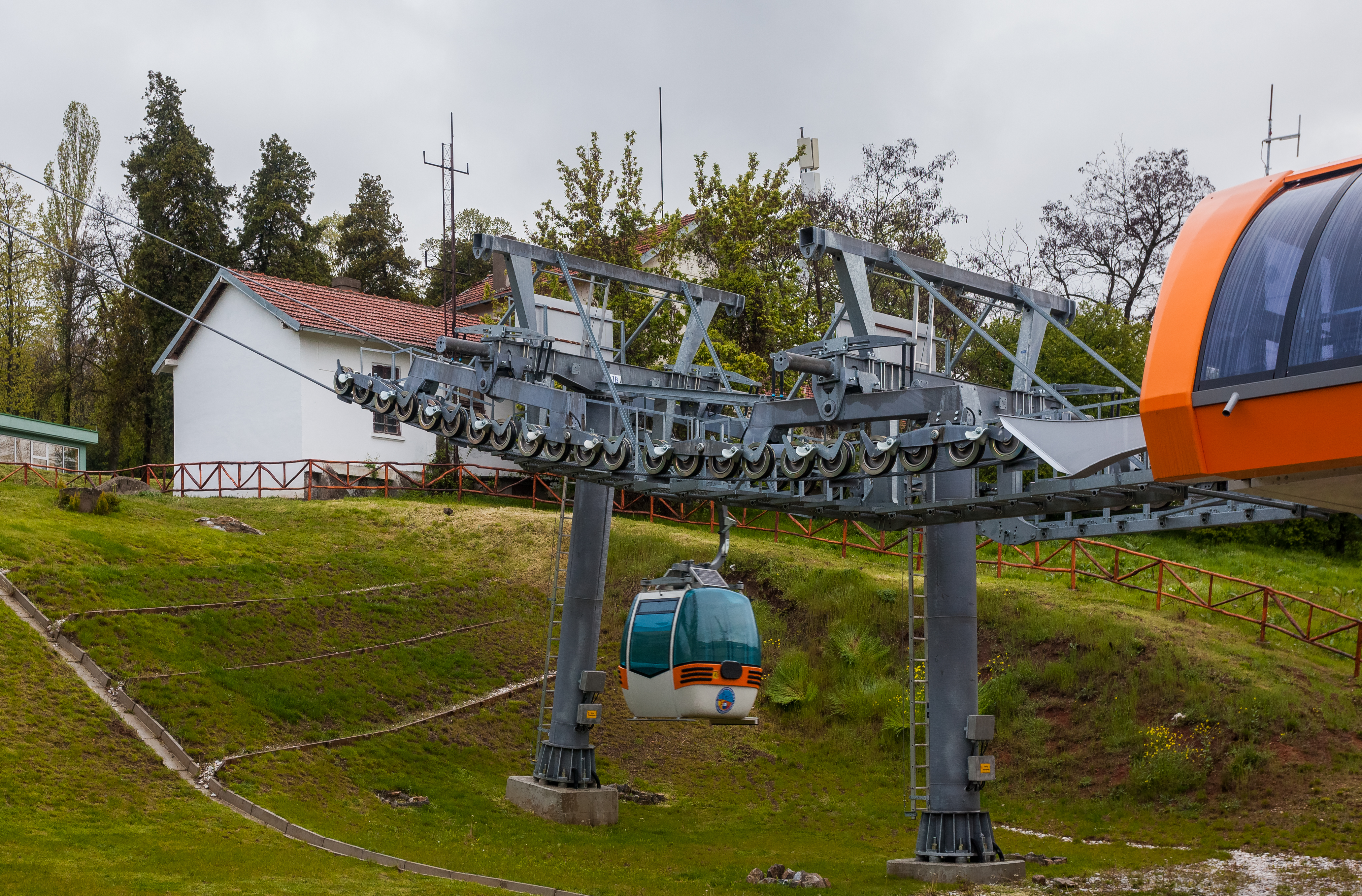
Widok na kolejkę linową
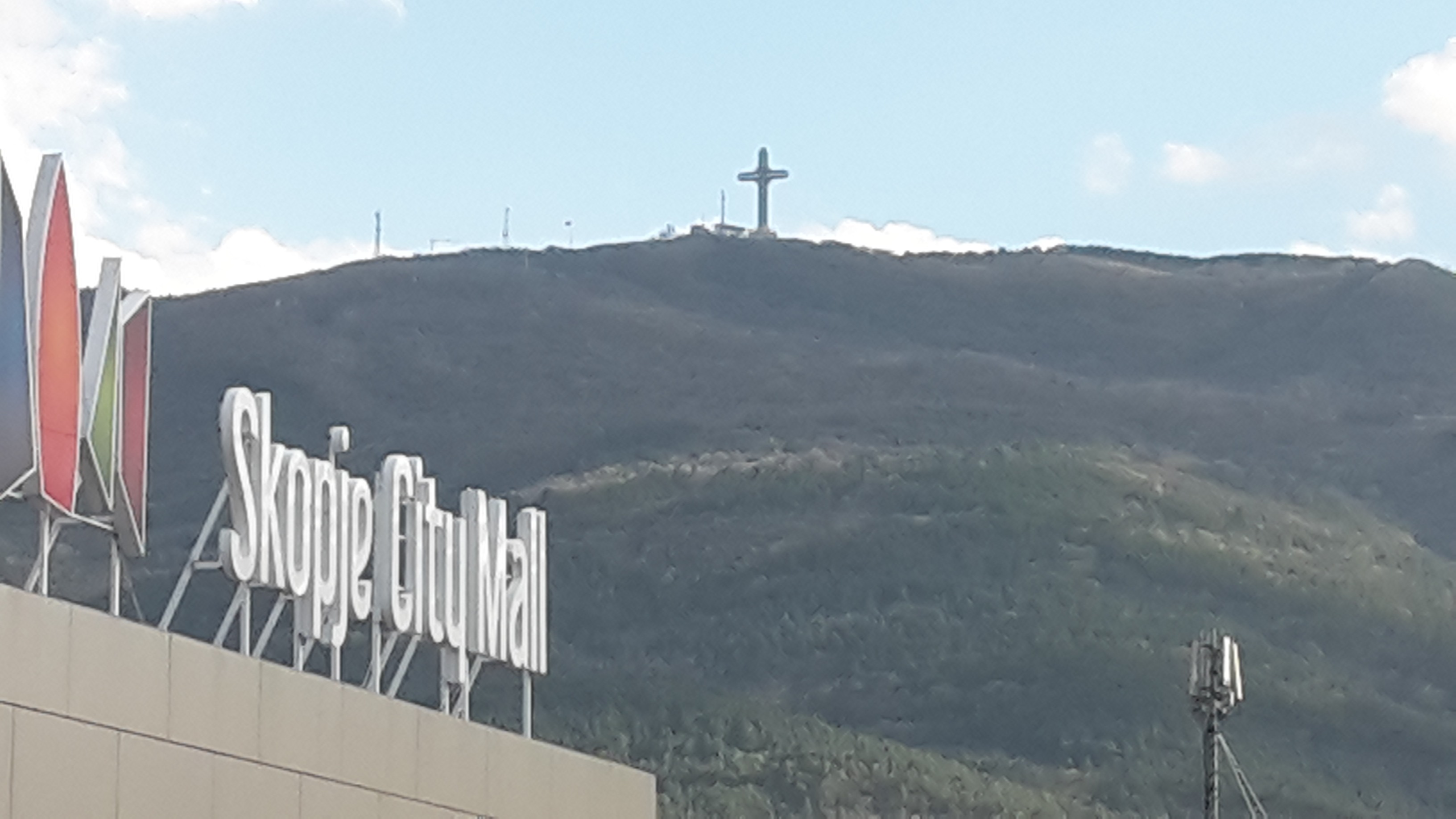
Widok z centrum handlowego Skopje City Mall

### Opinia publiczna i kontrowersje
Po konflikcie w 2001 roku Krzyż Milenijny pełnił rolę „roszczenia politycznego” wobec Skopje w postaci wyznacznika terytorialnego „służącego jako przypomnienie, do kogo należy miasto”. Krzyż Milenijny stał się symbolem podkreślającym obecność macedońskiej społeczności w Skopje oraz jej zróżnicowanie polityczne i religijne. Dla macedońskich nacjonalistów dowolnej przynależności politycznej Krzyż Milenijny jest ważnym symbolem politycznym i narodowym. Sam Krzyż był również stwierdzeniem 1000-letniej macedońskiej autokefalii (braku odpowiedzialności głowy macedońskiego kościoła przed hierarchą Serbskiego Kościoła Prawosławnego, który nie uznaje niezależnego Macedońskiego Kościoła Prawosławnego). Pomnik został zbudowany bez konsultacji społecznych ani uwzględnienia wrażliwości i różnic, ponieważ Krzyż Milenijny „promował jedną religię”. Było to znaczące posunięcie rządu, ponieważ postawił się on w roli promotora religii chrześcijańskiej poprzez umieszczenie symbolu wiary w miejscu publicznym. 
Krzyż był krytykowany przez organizacje pozarządowe w związku z działaniami podjętymi przez rząd. Działania te zwiększyły napięcia między różnymi religiami w Macedonii. Niektórzy postrzegają pomnik jako przeszkodę w rozwijaniu różnorodności kulturowej, uznając, że krzyż prowokuje niechrześcijan. Albańczycy i inne muzułmańskie grupy w Macedonii nie akceptują pomnika, uważając go za polityczną deklarację Macedończyków, że „stolica należy tylko do nich”. W Macedonii katolicy i muzułmanie postrzegają ten pomnik jako skierowany przeciwko ich społecznościom. Dyskusje na temat pomnika w kontekście wielokulturowości i równości muzułmanów pogłębiły podziały wśród członków różnych grup wyznaniowych w Macedonii.